# تست ویدال
تست ویدال جهت تشخیص بیماری های  سالمونلایی نظیر تیفویید, پاراتیفویید, مسمومیت غذایی ناشی از سالمونلا و سپتیسمی ناشی از سالمونلا به کار می‌رود. برای شناسایی باسیل‌های تیفویید و پاراتیفویید قبل از تست ویدال باید با کشت خون مدفوع وادرار به ویژه در هفته اول ورود میکروب به بدن ان را مورد شناسایی قرار داد. از هفته دوم تا چهارم ورود میکروب به بدن تست ویدال مثبت خواهد شد.